# Foltos gömbhal
A foltos gömbhal (Arothron nigropunctatus) a csontos halak (Osteichthyes) főosztályának a sugarasúszójú halak (Actinopterygii) osztályába, ezen belül a gömbhalalakúak (Tetraodontiformes) rendjébe és a gömbhalfélék (Tetraodontidae) családjába tartozó faj.

## Előfordulása
Az indo-csendes-óceáni térségben a korallzátonyok környékén található meg 3-25 méteres mélységben.

## Megjelenése
A foltos gömbhal 33 centiméteres nagyságot elérő hal. Teste gömb alakú, fejformája egy kutyára emlékezteti. Testszíne különböző lehet, a leggyakoribb változata a kék, azonosításban segítség a faj nevében is szereplő testén elszórtan előforduló sötét foltok.

## Életmódja
Algákkal, korallokkal, szivacsokkal, zsákállatokkal, rákokkal és puhatestűekkel táplálkozik. Hasonlóan más gömbhalakhoz nagyon mérgező, veszélyes, akár halálos is lehet fogyasztása. A ragadozókkal szemben úgy védekezik, hogy vízzel vagy levegővel teleszívja magát és felfújja testét.

## Galéria

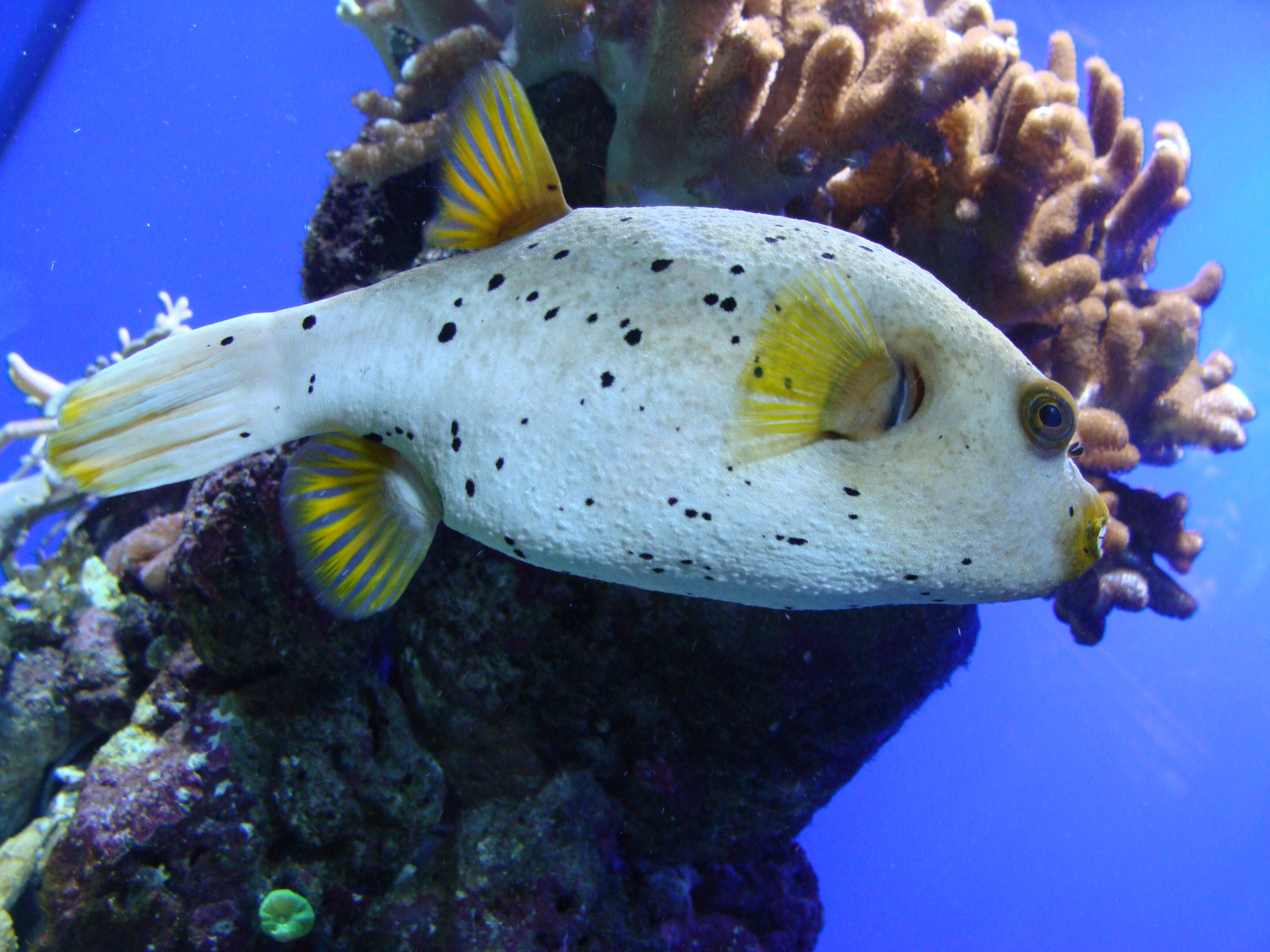
Kék Arothron nigropunctatus (A Coruña,  Aquarium Finisterrae)
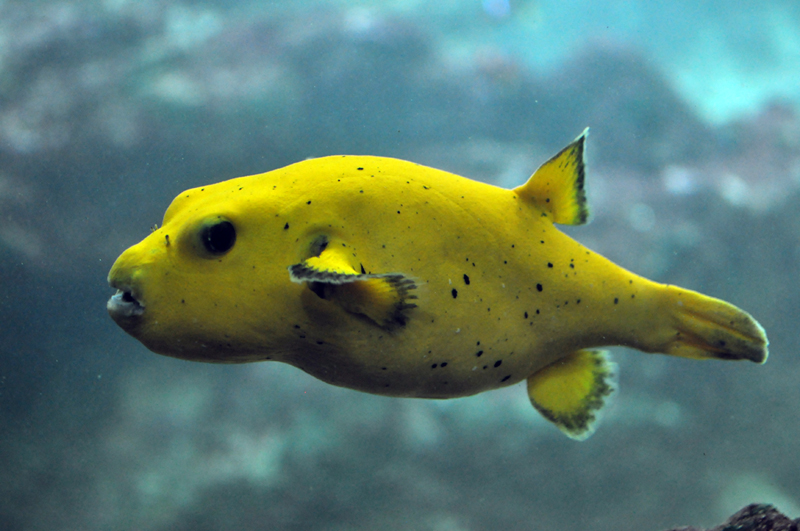
sárga változat
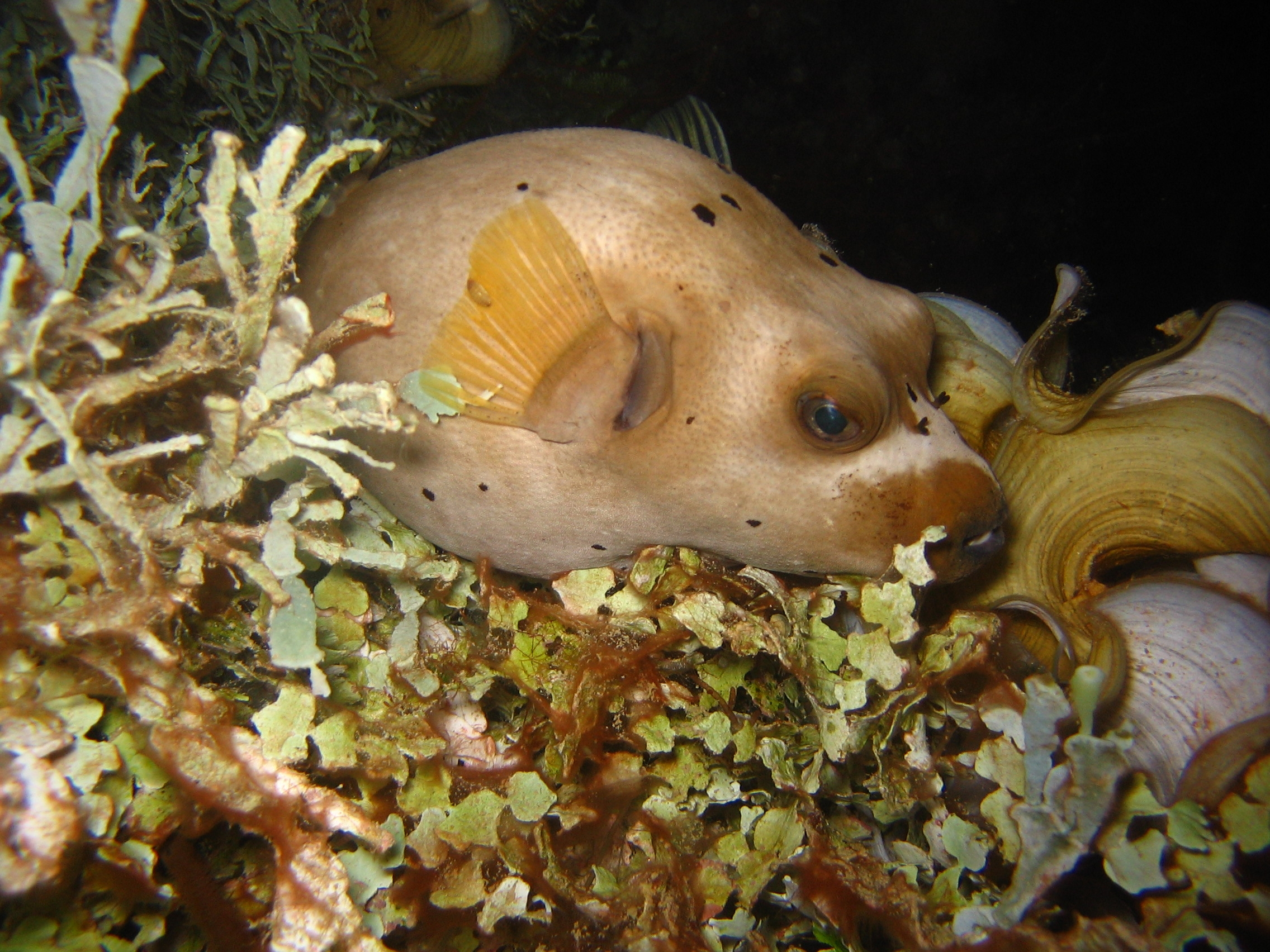
Jellegzetes kutyára emlékeztető fejformája

## Fordítás
- Ez a szócikk részben vagy egészben  a   Blackspotted puffer című angol Wikipédia-szócikk ezen változatának fordításán alapul.  Az eredeti cikk szerkesztőit annak laptörténete sorolja fel. Ez a jelzés csupán a megfogalmazás eredetét és a szerzői jogokat jelzi, nem szolgál a cikkben szereplő információk forrásmegjelöléseként.